# Іалмен
Іалме́н (дав.-гр. Ἰάλμενος) — персонаж давньогрецької міфології, син Ареса і Астіохи, брат Аскалафа.
Брати спільно царювали в Орхомені після загибелі Агамеда і Трофонія. Аргонавт. Наречений Єлени Троянської. Обидва брати брали участь у Троянській війні, привівши тридцять кораблів. Під час цієї війни Іалмен був серед тих грецьких вояків, що перебували всередині троянського коня.
На відміну від Аскалафа він пережив війну. Згідно зі Страбоном, він організував колонію орхоменців у Колхіді, жителі якої надалі звалися «ахейцями Понту».